# Palacios (cerro)
El Cerro Palacios es un montículo situado en el Departamento de Paraguarí, República del Paraguay, en la jurisdicción del municipio homónimo de la Ciudad de Paraguarí. Dicho cerro se encuentra ubicado también cerca de la línea ferroviaria del Paraguay. Su pico es de 305 metros sobre el nivel del mar. Pertenece a la cadena de cerros de la Cordillera de los Altos.

Ubicación

25°35′4″S 57°11′21″O / -25.58444, -57.18917
- Datos: Q6058706